# Villautou
Villautou é uma comuna francesa na região administrativa de Occitânia, no departamento de Aude. Estende-se por uma área de 5,97 km². Em 2010 a comuna tinha 63 habitantes (densidade: 10,6 hab./km²).